# 水沢薫
水沢 薫（みずさわ かおる、1965年2月18日 - 2014年1月10日）は、秋田県秋田市金足出身の元プロ野球選手（投手）。
現役時代は140km/h台の速球とシュートを中心とする投球スタイルだった。

## 来歴・人物
秋田商では3年夏に秋田県大会決勝で秋田経大付属に敗れるなど、全国大会への出場はなかった。素質を評価され、高校卒業後は社会人野球の河合楽器に進んでいる。1986年は都市対抗野球で完投勝利、日本選手権では1回戦の対日本生命戦で田島俊雄に投げ勝つなど、ベスト8進出に貢献した。同年のドラフト会議で読売ジャイアンツ、阪神タイガース、ロッテオリオンズの3球団から2位で指名を受け、巨人が交渉権を獲得。担当スカウトは中村和久で、契約金と年俸それぞれ5500万円、600万円（いずれも推定）、背番号は19で入団が決まった。
1年目の1987年にはイースタン・リーグで8セーブポイントを挙げ、西本和人とともにファームの最優秀救援投手のタイトルを獲得した。しかしその後は故障などが続き、一軍での登板がないまま1992年に現役を引退。日体大での研修期間を経て、1995年から2002年と2004年および2006年は二軍、2003年と2005年は一軍でトレーニングコーチを務めた。2008年からは球団運営部一軍監督付となり、原辰徳監督のサポートに従事し、原も水沢を信頼した。
2013年に体調不良のため現場から退き、2014年1月10日、肝不全のため48歳で死去した。戒名は、永照院薫峰天球居士。告別式では原が弔辞を読んだ。
家族は妻と2女。

## 詳細情報

### 年度別投手成績
- 一軍公式戦出場なし

### 背番号
- 19 （1987年 - 1988年）
- 57 （1989年 - 1992年）
- 100 （1995年）
- 90 （1996年 - 1999年、2006年）
- 86 （2000年 - 2005年）